# Watermelon Slim
Bill Homans, connu sous le nom « Watermelon Slim », est un musicien de blues américain né en 1949 à Boston. Il joue de la guitare et de l'harmonica.

## Biographie
Homans joue depuis les années 1970 et est lié à plusieurs musiciens de blues remarquables, tels que John Lee Hooker, Robert Cray, Champion Jack Dupree, Bonnie Raitt, Country Joe McDonald et Henry Vestine de « Canned Heat ».
Sa musique, jouée en « slide » sur une guitare dobro est apparentée au style du Delta du Mississippi. Récemment, il a réalisé une tournée avec le groupe « The Workers ». En 2005, Homans a été proposé pour le prix W. C. Handy du « meilleur nouvel artiste ».
À côté de sa carrière dans la musique, Homans est un universitaire, diplômé de journalisme et d'histoire de l'Université d'État de l'Oklahoma. Il a également été membre de Mensa international.
C'est un vétéran de la guerre du Viêt Nam.

## Discographie
- Merry Airbrakes (1973)
- Fried Okra Jones (1999)
- Big Shoes to Fill (2003)
- Up Close & Personal (2004)
- Watermelon Slim & the Workers (2006)
- The Wheel Man (2007)
- No Paid Holidays (2008)
- Escape From the Chicken Coop (2009)
- Ringers (2010)
- Okiesippi Blues (2011)
- Bull Goose Rooster (2013)
- Golden Boy (2017)
- Church of the Blues (2019)
- Traveling Man (2020)